# Kanton Le Château-d'Oléron
Kanton Le Château-d’Oléron je francouzský kanton v departementu Charente-Maritime v regionu Poitou-Charentes. Jeho střediskem je město Le Château-d'Oléron. Skládá se ze čtyř obcí. Je jedním ze dvou kantonů ostrova Oléron.

## Obce
- Le Château-d'Oléron
- Dolus-d'Oléron
- Le Grand-Village-Plage
- Saint-Trojan-les-Bains